# Орден Вооружённой руки
Орден Вооружённой руки — старинный, ныне не существующий датский орден. В 1611—1613 годах на севере Европы велась Кальмарская война между Данией и Швецией, закончившаяся победой Дании. В честь этой победы король Кристиан IV учредил новый орден, имевший один класс — рыцарь, и 2 декабря 1616 года произвел в рыцари ордена единовременно 12 дворян, отличившихся в ходе боевых действий.
Знаки ордена были заказаны разным ювелирам, поэтому все отличаются друг от друга рядом деталей. Они были изготовлены в 1617 году, так как изготовление заняло время. Общей является только концепция — рука в рыцарском доспехе синей эмали, сжимающая меч, подвешивавшаяся на длинной цепочке к нашейной голубой ленте.
После награждения 1616 года в орден более никто не принимался. В 1634 году двум оставшимся в живых кавалерам было предложено получить вместо знаков ордена Вооружённой руки знаки более распространённого (и существующего до сих пор) ордена Слона.
На сегодняшний день сохранилось три знака ордена, из них два — в датских музеях, и третий — в частной коллекции. Устав ордена неизвестен.